# Чернолеука
Чернолеука (рум. Cernoleuca) — село в Молдові в Дондушенському районі. Утворює окрему комуну.
В селі працює дитячий будинок. Також розташований дім-музей молдавського художника Ігоря Вієру.